# Otmar Ludwig
Otmar Ludwig (* 22. April 1951 in Kriegsfeld) ist ein ehemaliger deutscher Fußballspieler. Der Stürmer erzielte in 261 Spielen in der 2. Bundesliga 107 Tore und gehört somit zu den erfolgreichsten Torschützen in der Geschichte dieser Liga. In der 1. Bundesliga kam Ludwig jedoch nie zum Einsatz.

## Sportliche Laufbahn
Otmar Ludwigs Laufbahn begann bei seinem im Donnersbergkreis ansässigen Heimatverein FV Kriegsfeld, für den er in seiner Jugendzeit auch in der Leichtathletik aktiv war. 1972 erfolgte der Wechsel zum nahegelegenen SV Alsenborn, der zu dieser Zeit eine der stärksten Mannschaften der zweitklassigen Regionalliga Südwest stellte. Zwischen 1968 und 1970 war der Verein dreimal Meister der Regionalliga geworden, allerdings im Anschluss an die reguläre Saison immer in der Aufstiegsrunde zur Bundesliga gescheitert. In der Saison 1972/73 konnte der Verein nicht an den guten dritten Platz der Vorsaison anknüpfen und belegte am Ende der Spielzeit den achten Rang. Für Ludwig persönlich war es allerdings eine sehr erfolgreiche Spielzeit, denn mit 20 Treffern wurde er zusammen mit Gerhard Dier und Gerd Klier Torschützenkönig der Regionalliga Südwest und somit Nachfolger von Manfred Lenz, der sich diesen Titel in den vorangegangenen beiden Spielzeiten im Alsenborner Trikot sichern hatte können. Zur Saison 1973/74 wechselte der Angreifer zum saarländischen Regionalligisten FC 08 Homburg. Auch in der neuen Umgebung konnte Ludwig seine Torjägerqualitäten unter Beweis stellen. Ihm gelangen in 29 Einsätzen 24 Tore, die dazu beitrugen, dass der FCH am Rundenende auf dem dritten Tabellenplatz der Regionalliga lag. Da zur Saison 1974/75 die 2. Fußball-Bundesliga neu eingeführt wurde, zu diesem Zeitpunkt noch in zwei Staffeln (Nord und Süd) unterteilt, wurden anhand einer Fünf-Jahres-Wertung die startberechtigten Teilnehmer für die neue Klasse ermittelt. Die 2. Bundesliga Süd sollte sich aus dreizehn Vereinen der Regionalliga Süd und sieben Vereinen der Regionalliga Südwest zusammensetzen. Dank der starken Platzierung aus der abgelaufenen Saison belegte der FC Homburg den sechsten Rang der Fünf-Jahres-Wertung und qualifizierte sich somit für die Premierensaison der 2. Bundesliga Süd. Auch dank Ludwigs 21 Treffern belegten die Homburger in dieser Saison den vierzehnten Platz und sicherten sich somit den Klassenerhalt. Gleich zum Auftakt der Spielzeit war Otmar Ludwig bei der 2:3-Niederlage gegen den Karlsruher SC zweifach erfolgreich gewesen. Weitere persönliche Höhepunkte waren ein Dreierpack beim 4:0 am 13. Spieltag gegen Wormatia Worms, zwei Treffer bei einer denkwürdigen 5:6-Auswärtsniederlage am 22. Spieltag gegen den 1. FC Nürnberg sowie zwei Tore beim 3:1-Sieg gegen den saarländischen Konkurrenten Borussia Neunkirchen am 27. Spieltag. Ludwigs gute Leistungen blieben auch außerhalb Homburgs nicht unbemerkt. Nachdem ein Transfer nach Athen gescheitert war, stand Ludwig vor der Wahl in die 1. Bundesliga zu Eintracht Frankfurt zu wechseln oder sich Fortuna Köln in der 2. Bundesliga anzuschließen.

„Bundesliga in Frankfurt oder 2. Liga in Köln, das war damals die Frage. Da Fortuna mehr zahlte, kam ich hierher.“

Auch bei der Fortuna konnte Ludwig direkt überzeugen. Schon am ersten Spieltag der Saison 1975/76 traf er beim 2:1-Sieg über den FC St. Pauli und war mit insgesamt 17 Treffern bester Torschütze der Kölner in dieser Zweitligasaison, die die Südstädter als Tabellenvierter abschlossen. Die Saison 1976/77 verlief im Vergleich zur Vorsaison mit wesentlich geringerem Erfolg für die Fortuna. Mit einem ausgeglichenen Punkteverhältnis belegte man den zwölften Rang des Abschlussklassements. Ludwig steuerte elf Treffer zu diesem Ergebnis bei, unter anderem zwei Tore bei Kölns höchstem Saisonsieg, einem 7:2 gegen den 1. SC Göttingen 05. Hinter Karl-Heinz Mödrath, dem späteren Rekordtorschützen der Fortuna, war er mit dieser Ausbeute vereinsintern der zweitgefährlichste Angreifer. In der Folgesaison zeigte sich die Fortuna wiedererstarkt. Nur zwei Punkte trennten den Tabellenvierten zum Saisonende vom zweiten Tabellenplatz, der den Verein zur Teilnahme an den Aufstiegsspielen zur 1. Bundesliga, die die Tabellenzweiten der Nord- und Südstaffel der 2. Bundesliga austrugen um den dritten Bundesligaaufsteiger zu ermitteln, berechtigt hätte. Ein 2:2-Unentschieden am vorletzten Spieltag bei Westfalia Herne und vor allem die 0:2-Heimniederlage am letzten Spieltag gegen den direkten Konkurrenten Arminia Bielefeld machten alle Kölner Hoffnung auf einen der beiden oberen Tabellenränge zunichte. Otmar Ludwig zeigte in dieser Spielzeit wieder seine Fähigkeit direkt zu Saisonbeginn in guter Form zu sein und hatte schon nach vier Spieltagen fünf Mal in das gegnerische Tor getroffen. Am Rundenende standen für den Kriegsfelder elf Tore zu Buche, was ihn hinter Volker Graul und Karl-Heinz Mödrath zum dritterfolgreichsten Schützen der Fortuna machte. Als persönlichen Höhepunkt seiner Zeit in Köln bezeichnete Ludwig das Spiel gegen Preußen Münster am 34. Spieltag der Saison. Durch sein Tor in der 90. Minute konnte die Fortuna einen 4:3-Sieg und gleichzeitig das Verdrängen des direkten Konkurrenten vom zweiten Tabellenplatz feiern.

„Ja, das 4:3 gegen Preußen Münster in der Radrennbahn, als ich in letzter Sekunde den Sieg herausgeschossen habe. Ja, das war so eine tolle Nummer.“

In Ludwigs letzter Saison bei der Fortuna belegte der Verein erneut Platz vier in der Abschlusstabelle der 2. Bundesliga. Eine 0:2-Niederlage am 34. Spieltag beim späteren Aufsteiger Bayer 05 Uerdingen beendete die Aufstiegsträume der Südstädter vorzeitig. Daran konnten auch 7:1 Punkte aus den letzten vier Saisonspielen nichts mehr ändern. Die Mannschaft um Ludwig (10 Treffer), Mödrath (28 Treffer) und dem vom 1. FC Saarbrücken verpflichteten Roland Stegmayer (14 Treffer), war mit insgesamt 84 erzielten Toren nach Bayer 04 Leverkusen das offensivstärkste Team der Liga. Als Ludwig nach der Saison Fortuna Köln verlassen wollte, war es Jean Löring, der durch eine hohe Ablöseforderung verhinderte, dass Ludwig zeitnah einen neuen Verein fand. Erst nach monatelanger Arbeitslosigkeit konnte der Angreifer im Zweitligisten Freiburger FC einen neuen Arbeitgeber präsentieren. So dauerte es bis zum 17. November 1979 ehe Ludwig sein erstes Spiel in der Saison 1979/80 absolvierte. Zusammen mit Reinhold Fanz, der auch kurzfristig vom FFC verpflichtet wurde, gab er sein Debüt beim 1:1 im Lokalderby gegen den SC Freiburg. Der Freiburger FC bewegte sich über den größten Teil der Saison hinweg im sicheren Tabellenmittelfeld und belegte am Ende der Saison den neunten Platz, die beste Platzierung des FFC in der 2. Bundesliga. Otmar Ludwig war mit seinen elf Treffern nach Werner Seubert der zweitbeste Torschütze der Mannschaft vom Möslestadion. Ludwigs persönliches Glanzlicht der Saison war sicherlich seine Leistung beim 10:2-Sieg des FFC über den Würzburger FV, als er fünf Tore zum Freiburger Rekordsieg in der 2. Bundesliga beisteuern konnte. Damit gehört er zu den zehn Spielern, die es schafften, fünf oder mehr Tore – Ottmar Hitzfeld konnte als einziger sechs Treffer in einer Partie verbuchen – in einem Spiel der 2. Bundesliga zu erzielen. In der folgenden Spielzeit trug Ludwig das Trikot des nordhessischen Zweitligaaufsteigers Hessen Kassel. Die Mannschaft um den ehemaligen deutschen Nationalspieler Klaus Zaczyk konnte in ihrer Premierensaison in der 2. Bundesliga einen guten vierten Platz in der Endabrechnung belegen. Ludwig trug als bester Torschütze des Teams mit fünfzehn Saisontreffern maßgeblich zu der starken Saison der Nordhessen bei. Sobald Ludwig in einem Spiel getroffen hatte, musste Hessen Kassel keine Niederlage mehr hinnehmen. Da zur Saison 1981/82 die eingleisige 2. Bundesliga eingeführt wurde, spielte die Endplatzierung der Vereine in der Saison 1980/81 eine besondere Rolle. Als Aufsteiger hatte Hessen Kassel keine Chance sich über die Platzziffer (eine Punktewertung, die die Endplatzierungen der letzten drei Spielzeiten in der 2. Bundesliga vor der Saison 1981/82 berücksichtigte) für die eingleisige 2. Bundesliga zu qualifizieren. Neben den über die Platzziffer qualifizierten Mannschaften, sicherten sich auch die nicht aufgestiegenen Zweiten sowie die Dritten und Vierten der 2. Bundesliga Nord + Süd einen Startplatz in der neuen Klasse. Um sich definitiv zu qualifizieren, musste Hessen Kassel also einen der ersten vier Plätze in der Abschlusstabelle der Saison 1980/81 belegen. Dies stellten die „Löwen“ am 37. Spieltag mit einem 1:0-Sieg über den FSV Frankfurt sicher. Da Ludwig nicht akzeptierte, dass der Verein die mit den Spielern vereinbarte Beteiligung an den Zuschauereinnahmen kürzen wollte, wechselte er zur Saison 1981/82 zurück in den Breisgau zum SC Freiburg. Dort konnte der Angreifer in seinen beiden Zweitligaspielzeiten für den Verein nicht mehr ganz an seine gewohnte Torquote anknüpfen und erzielte in insgesamt 42 Spielen für den SC elf Tore. In seiner ersten Spielzeit in Freiburg befand sich der Verein lange Zeit in Abstiegsgefahr, ehe dieser sich durch vier Spiele in Serie ohne Niederlage (6:2 Punkte) im Endspurt der Saison den Klassenerhalt sichern konnte. Einen gegensätzlichen Verlauf nahm die Saison 1982/83. Lange Zeit befand sich der SC in Schlagweite der Aufstiegsplätze, doch 8:12 Punkte aus den letzten zehn Saisonspielen sorgten dafür, dass dem Verein, für den Ludwig aktiv war, wieder einmal der Aufstieg in die 1. Bundesliga verwehrt blieb. Nach einem kurzen Intermezzo beim VfL Herzlake in der Verbandsliga Niedersachsen beendete Ludwig seine aktive Spielerkarriere.

## Weiterer Werdegang
Ludwig plante nach seiner Fußballkarriere als Tennistrainer zu arbeiten, obwohl er nach eigener Angabe zu diesem Zeitpunkt „noch nie einen Schläger in die Hand genommen“ hatte. Nach zehnmonatiger Ausbildung in der Schweiz hatte er sein Tennislehrer-Diplom erworben. Ab 1990 arbeitete er als Übungsleiter der ersten Damenmannschaft des Tennis-Club Ford Köln. Zudem war er Betreiber einer Tennishalle und Anfang der 2000er-Jahre Inhaber eines Sportgeschäftes in Köln. Des Weiteren ist er Inhaber der A-Lizenz des DFB und Mitglied des Trainerstabs der „Dürener Fussballschule“.